# Narcissus primigenius
{{Bảng phân loại
| name = Narcissus primigenius
| status = 
| status_system = 
| status_ref = 
| image = 
| image_caption = 
| regnum = Plantae
| unranked_divisio = Angiospermae
| unranked_classis = Monocot
| ordo = Asparagales
| familia = Amaryllidaceae
| genus = Narcissus
| species = N. primigenius
| binomial = Narcissus primigenius
| binomial_authority = (Fern.Suárez ex [[Manuel Laínz|M.Laínz]]) Fern.Casas & Laínz
| range_map = N pseudonarcissus distrib.jpg
| range_map_caption = 
| synonyms = 
}}
Narcissus primigenius là một loài thực vật có hoa trong họ Amaryllidaceae. Loài này được (Fern.Suárez ex M.Laínz) Fern.Casas & Laínz mô tả khoa học đầu tiên năm 1986.